# 善人の条件
『善人の条件』（ぜんにんのじょうけん）は、1989年5月3日公開の日本映画。ジェームス三木の、映画監督デビュー作品である。
とある田舎の市長選挙を舞台に、ひとりの立候補者が、クリーンな選挙活動を目指しながらも、様々な要因によって政治の裏のドブにハマって破滅していく姿を描いている。

## スタッフ
- 監督・原作・脚本：ジェームス三木
- 製作：杉崎重美
- プロデューサー：深澤宏
- 音楽：羽田健太郎
- 撮影：坂本典隆
- 美術：横山豊
- 編集：鶴田益一
- 助監督：久保田延廣
- 製作・配給：松竹

## キャスト
- 牧原芳彦：津川雅彦
- 網島五郎：すまけい
- 服部通夫：小林稔侍
- 藤村良策：橋爪功
- 柳田謙：井上順
- 来照寺和尚：イッセー尾形
- 吉野貢：山下規介
- 片岡富士男：森三平太
- 柳田正三郎：浪越徳治郎
- 進藤保：柳生博
- 岸本信吾：松村達雄
- 蟻田恒男：丹波哲郎
- 牧原房子：小川真由美
- 柳田邦子：桜田淳子
- 清川いさ子：山岡久乃
- 園田キクエ：野際陽子
- 渚ちどり：汀夏子
- 牧原悦子：守谷佳央理
- 葛西富子：野村昭子
- 佐々木英子：小竹伊津子
- れい子：鷲尾真知子
- 仲居：松金よね子
- 主婦：浅利香津代
- マッサージの女：泉ピン子
- 出前のおばさん：黒柳徹子